# La Femme du contrebandier
Pour plus de détails, voir Fiche technique et Distribution.
La Femme du contrebandier est un film muet français réalisé par Louis Feuillade, sorti en 1907.